# Johann Heinrich Schüle

Porträt Johann Heinrich von Schüle

Johann Heinrich Schüle (* 13. Dezember 1720 in Künzelsau; † 17. April 1811 in Augsburg), nach seiner Erhebung in den Adelsstand ab 1772 Johann Heinrich Edler von Schüle, war im 18. Jahrhundert ein deutscher Kaufmann, Erfinder, Techniker, Chemiker und Kattunfabrikant mit europäischer Bedeutung. Als erster Unternehmer in Deutschland bedruckte er ab 1771 in seiner Manufaktur Kattunstoff mit Kupferplatten. Er gilt als Begründer der industriellen Textilproduktion auf diesem Gebiet.

## Leben
Schüle war der Sohn eines Nagelschmieds. Er wurde in Straßburg und in Kaufbeuren kaufmännisch ausgebildet und arbeitete dann als Bediensteter im Handel mit Tuchen. 1745 zog es ihn nach Augsburg. Er heiratete Catharina Barbara Cristell, die Tochter seines Arbeitgebers, und machte sich im Kattunhandel selbstständig. Der Kattundruck war zu jener Zeit ein aufstrebendes Textilgewerbe, das von England und Holland aus vordrang. Er machte allerdings den heimischen Webern das Dasein immer schwerer, die den feinen ostindischen Kattunen nicht Paroli bieten konnten.
Der Unternehmer ließ seine Stoffe nach genauen Anweisungen von zwei Kattundruckereien in Augsburg und in Hamburg drucken. Weil er moderne chemische Verfahren anwandte und weiterentwickelte, sich technischer Neuerungen bediente und vor allem einen richtigen Riecher für die Mode hatte, waren seine auch künstlerisch wertvollen Waren bald sehr begehrt. In den 1740er und 1750er Jahren war Schüle bei den Augsburger Webern wohlgelitten. So nahm er 1756 von den Zunftangehörigen 17.369 „Stücke“ ab, verarbeitete sie und verkaufte sie nach Breslau.
Nachdem er 1759 durch eine Sondergenehmigung eine katholische Kattundruckkonzession erhalten hatte, gründete Schüle seine eigene Manufaktur. Er importierte als erster Kontinentaleuropäer große Mengen hochwertiger Rohkattune aus England und Ostindien zur weiteren Verarbeitung. Die heimischen Mengen reichten ihm nicht mehr. Seine Abnehmer hatte er inzwischen in England, Frankreich, Russland, Polen, Portugal, Spanien, Italien und Holland. Die aus den bedruckten Stoffen angefertigte Bekleidung wurde vorwiegend an den Höfen, im adligen Milieu und im Großbürgertum getragen.
Von 1759 bis 1764 verarbeitete Schüles Manufaktur knapp 76.000 Kattune. Mengenmäßige Einfuhrbeschränkungen seiner Grundstoffe durch die Freie Reichsstadt Augsburg waren dem Kattunfabrikanten egal. Er ignorierte ohne Skrupel Gebote, Verbote und Einigungsversuche. Darauf entflammte ein Streit mit den Augsburger Webern, die den Schutz des einheimischen Handwerkes und dessen Webwaren gesichert wissen wollten. Bei einer Betriebskontrolle im Jahr 1765 wurden in seiner Manufaktur große Mengen verheimlichter ausländischer Kattuneinfuhren entdeckt. 1766 wurde Schüle dafür zu einer Geldstrafe von 10.600 Gulden verurteilt. Seine importierten, nicht deklarierten Waren wurden beschlagnahmt. Verärgert kehrte er deshalb der Fuggerstadt den Rücken.
Schüle gründete eine Weberei und Stoffdruckerei in Heidenheim an der Brenz. Diese Geschäfte florierten jedoch nicht so wie in Augsburg. Wenige Jahre darauf wurde Johann Gottlieb Meebold aus Sulz am Neckar Teilhaber. „Buntes Cattun“ nannte man zu dieser Zeit die dort hergestellten Produkte. Der Name färbte ab auf das Unternehmen, die „Württembergische Cattunmanufactur (WCM)“.
1768 entschied Kaiser Joseph II. in der Streitsache gegen die Augsburger Weberzunft für die von Schüle angeführten Kattunfabrikanten. Schüle erhielt sein Vermögen und die Erlaubnis, fremde Rohkattune zu veredeln, zurück. Er begab sich wieder nach Augsburg und ließ vor den Stadtmauern nahe dem Roten Tor in den Jahren 1770/1771 die später so genannte „Schülesche Kattunfabrik“ errichten. Joseph II. erhob den Unternehmer am 4. Januar 1772 in den erblichen Adelsstand. Schüle erhielt außerdem ein Privileg zur Produktion bestimmter Stoffmuster. Niemand sonst konnte zu seiner Zeit die Muster so modisch geschmackvoll mit Gold und Silber ausmalen. Schüle erhielt deshalb von Maria Theresia, Friedrich II. und König Karl von Württemberg Angebote zur Niederlassung in ihren Territorien.
1792 übergab Schüle den Betrieb seinen Söhnen, kehrte aber 1802 wieder in die Unternehmensführung zurück. Schüle blieb auch in hohem Alter voller Tatendrang. Von Augsburg aus ließ der kaiserliche Rat 1808 in Heidenheim eine Fabrikantenvilla erbauen, die 23 m lang und 12 m breit war. Ein prächtiges schmiedeeisernes Tor beeindruckte schon am Eingang. Bis zu seinem Tode drei Jahre später konnte er nur wenige Male in diesem Gebäude anwesend sein. Der württembergische Staat kaufte für 5.000 Gulden das Gebäude im Jahr 1836 und brachte dort das Heidenheimer Finanzamt unter.

## Schülesche Kattunfabrik

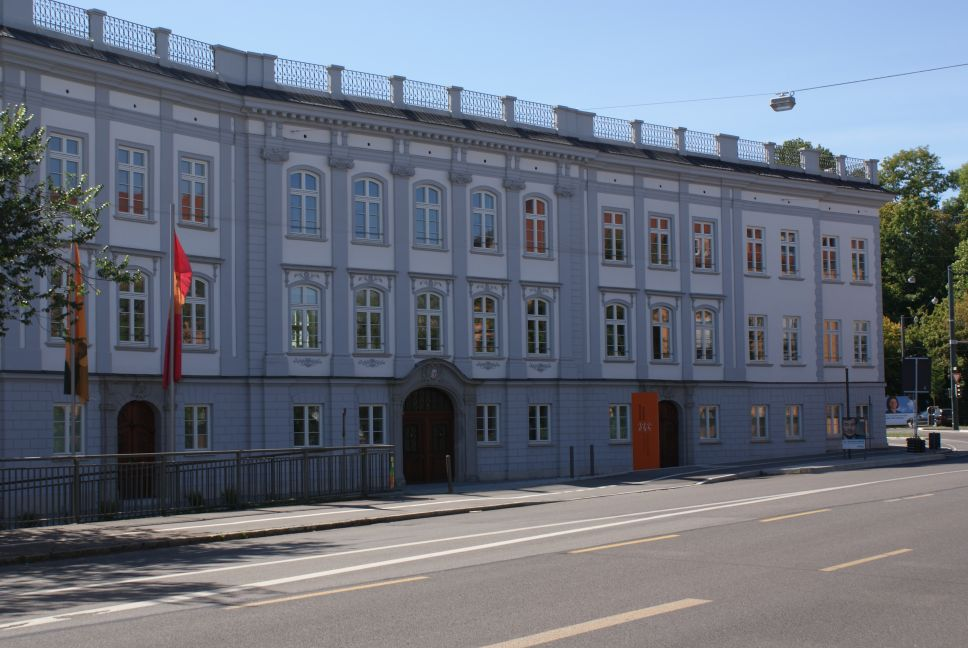
Fassade der ehemaligen Schüleschen Kattunfabrik (heute HS Augsburg)

Nach seiner Rückkehr aus Heidenheim ließ Schüle die bisherige Manufaktur niederreißen und ab 1770 für Baukosten von fast einer halben Million Gulden eine schlossähnliche Produktionsstätte errichten. Es wurde die erste Kattunfabrik auf dem europäischen Festland. Zuvor gab es Kattun-Manufakturen nur in England.
Im Jahr 1771 erzeugte er bereits einen Umsatz von über 3 Millionen Gulden, bei einem Rohstoffeinsatz im Gegenwert von 805.000 Gulden. Zum Vergleich: Nach seinen eigenen Aufzeichnungen hatte er in den Jahren von 1745 bis 1766 in Augsburg einen gesamten Umsatz von 3,75 Millionen Gulden erwirtschaftet.
Der in seiner Fabrik erzeugte Stoff „Augsburger Zitz“ wurde weltweit nachgefragt. Das Geschäft florierte zehn bis zwölf Jahre lang enorm. Mehr als 75.000 Kattunstücke verließen das Werk. Der Betrieb hatte bis ungefähr 1785 permanent etwa 3.500 lohnabhängig Beschäftigte und war zeitweise der größte Arbeitgeber in Augsburg.
Doch in der Mitte der 1780er Jahre musste die Kattunfabrikation zurückgefahren werden. Schüle litt zunehmend unter der Konkurrenz anderer Produzenten, die seinen langjährigen Vorsprung aufgeholt hatten und Textilien mit vergleichbarer Qualität auf den Markt brachten. Sein Musterbetrieb hatte das Entstehen weiterer Kattundrucker in Augsburg bewirkt, wobei jeder zweite Prinzipal in seinem Werk eine Ausbildung erhalten hatte.
Seine Söhne übernahmen 1792 die um ihren Absatz kämpfende Firma. 1802 kehrte noch einmal Schüle selbst an die Führung zurück, weil es den beiden Söhnen nicht gelungen war, die Verlustzone zu verlassen. Die politischen Umstände nach der Französischen Revolution und die napoleonischen Kriege führten zum Wegbrechen der Absatzmärkte in Frankreich, Italien, Österreich, England und in Übersee. Die Schülesche Kattunfabrik wurde durch mangelnde Exportnachfrage nach dem Tode Schüles vollends in die Pleite getrieben.
Kurz nach der Eröffnung der Bahnstrecke zwischen München und Augsburg mit dem ersten Augsburger Bahnhof vor dem Roten Tor im Jahre 1840 wurde in einem Teil der Kattunfabrik ein Bahnhofshotel eingerichtet.
Das Stammhaus der Augsburger Textilindustrie, eines der schönsten Fabrikgebäude im vereinfachten Stile eines Barockschlosses, wurde von anderen Textilunternehmen bis in die 1990er Jahre hinein zur Produktion genutzt. Nach dem Konkurs der Firma Nagler & Sohn stand es längere Zeit leer und wurde dann von einem Bauträgerunternehmen erworben. Wegen angeblicher Baufälligkeit wurden der Süd- und der Nordtrakt der Dreiflügelanlage trotz Protesten 1996 abgebrochen. Der Ostteil mit der denkmalgeschützten Fassade blieb als Ruine stehen. Der Freistaat Bayern erwarb das Gelände und hat darauf einen Neubau für die Hochschule Augsburg unter Erhalt der historischen Bausubstanz errichtet. Im historischen Kopfbau und in den neu errichteten Seitenflügeln aus Glas haben die Hochschulleitung sowie die Fakultäten für Gestaltung und Informatik Arbeits- und Lehrräume bezogen. Aus der Entstehungszeit herübergerettet ist auch ein schmiedeeisernes Gitter, das monumental im Westen den Innenhof der Kattunfabrik abschloss. Es ist ein Blickfang im Staatlichen Textil- und Industriemuseum in Augsburg.